# Намаленд

Прапор Намаленду

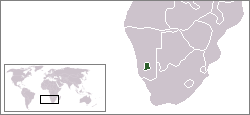
Розташування Намаленду в Африці

Намалéнд (англ. Namalánd) — назва колишнього бантустану у Південно-Західній Африці, де мешкали головним чином представники племені Нама.
Був створений у 1980. Намаленд обмежений Оранжевою річкою, а також Північно-Капською провінцією на півдні і іменується там Намакваленд. Його назва Намакваленд стала пізніше офіційною у зв'язку з планом Одендаала, коли бантустан був перейменований. Після того, як Намібія здобула незалежність бантустан знову став офіційно називатися Намаленд.
Площа — 21 677 км 2, населення — 35 000 осіб. Адміністративним центр — Кітмансхуп.

## Великий Намаленд і Малий Намаленд
Під час колоніального періоду Намаленд поділявся на дві частини: Великий Намаленд і Малий Намаленд. Великий Намаленд розташовувався на північ від Оранжевої річки, а Малий Намаленд на південному березі. Спочатку вони належали німецькій колонії, але потім перейшли до англійців. Великий Намаленд починався з 23-го градуса південної широти до згаданої Оранжевої річки.

## Ресурси Інтернету
- (англ.) Les bantoustans de Namibie sur worldstatesmen.org